# Tropodo (Krian)
Tropodo is een bestuurslaag in het regentschap Sidoarjo van de provincie Oost-Java, Indonesië. Tropodo telt 4640 inwoners (volkstelling 2010).